# Florin Ciorăscu
Florin Ciorăscu (n. 3 iulie 1914, Bârlad, Tutova, România – d. 4 martie 1977, București, România) a fost un fizician român, care a deținut funcția de director adjunct al Institutului de Fizică Atomică din București. A fost ales membru corespondent al Academiei Române în 1963. Între anii 1970 și 1977 a fost șeful Catedrei de Electricitate de la Facultatea de Fizică din București. A murit în timpul cutremurului din 1977.

## Biografie
Florin Ciorăscu s-a născut la data de 3 iulie 1914 în orașul Bârlad (județul Vaslui). El a absolvit Facultatea de Fizică a Universității "Al. I. Cuza" din Iași (1936) și Facultatea de Electrotehnică din cadrul Institutului Politehnic din Iași (1938).
Între anii 1950-1957 conduce Laboratorul de electricitate din cadrul Institutului de Fizică din București. Este numit apoi ca director adjunct științific al Institutului de Fizică Atomică din București(1957-1970). În anul 1963, devine profesor titular la Catedra de Electricitate, Magnetism și Biofizică a Facultății de Fizică din București, iar în anul 1969 este numit șef de catedră.
În anul 1963, prof. Florin Ciorăscu este ales ca membru corespondent al Academiei Republicii Populare Romîne. În paralel cu activitatea didactică, el a deținut funcția de director al Institutului de Fizică din București (1970-1976), apoi de director general al Institutului central de fizică (1976-1977).
Acad. Florin Ciorăscu a murit în urma cutremurului din 4 martie 1977 din București.

## Cercetări efectuate
Florin Ciorăscu a efectuat cercetări privind descărcările electrice de înaltă frecvență în gaze, spectrul energetic al ionilor și proprietățile electrice ale unor pături subțiri de plumb și staniu. De asemenea, el a adus o contribuție importantă la proiectarea și realizarea generatorului electrostatic cu bandă și a efectuat studii privind utilizarea în defectoscopia industrială a betatronului la Institutul de fizică atomică din București.
În anul 1972, prof. Ciorăscu întreprinde studii care stabilesc o dependență netă a proprietăților electrofizice ale straturilor subțiri de telurură de zinc (ZnTe) de compoziția stoichiometrică a acestora. El a obținut un brevet și medalia de bronz a expoziției de invenții de la Viena (1973) pentru elaborarea tehnologiei complete de fabricare a oglinzilor retrovizoare ale autoturismelor Dacia 1300. Ca redactor șef la revista "Știință și tehnică" (1967-1977), acad. Ciorăscu s-a preocupat de integrarea cercetării cu învățământul și cu producția.

## Distincții
- Ordinul „Meritul Științific” clasa a II-a (26 septembrie 1966) „pentru merite deosebite în activitatea științifică, cu prilejul Centenarului Academiei Republicii Socialiste România”[1]

## Lucrări publicate
Florin Ciorăscu a publicat mai multe lucrări de fizică, dintre care menționăm următoarele:
- capitolul "Electicitate" din "Manualul inginerului" (vol. I, 1954);
- capitolul "Redresori cu semiconductori" din "Manualul inginerului electrician" (vol. III, 1956);
- "Dozimetria radiațiilor nucleare" (1965);
- "Metode electronice în fizica nucleară" (curs litografiat) (1975).